# Oteren
Oteren (nordsamiska: Čávkkus, kvänska: Saukkonen) är en by i Storfjords kommun i Troms fylke i norra Norge. Orten ligger där Europaväg 6 möter fylkesväg 868, längst inne vid Storfjorden, den innersta delen av fjorden Lyngen.